# 千成 (佐倉市)
千成（せんなり）は、千葉県佐倉市の町丁。現行行政地名は千成一丁目から千成三丁目。郵便番号285-0034。

## 地理
北は飯田、北東は大佐倉、東は将門町、南東は酒々井町本佐倉、南は大蛇町、南西は弥勒町、西は鍋山町、北西は鏑木町に隣接している。

## 世帯数と人口
2017年（平成29年）10月31日現在の世帯数と人口は以下の通りである。
| 丁目       | 世帯数    | 人口    |
| ---------- | --------- | ------- |
| 千成一丁目 | 303世帯   | 651人   |
| 千成二丁目 | 339世帯   | 761人   |
| 千成三丁目 | 422世帯   | 981人   |
| 計         | 1,064世帯 | 2,393人 |

## 小・中学校の学区
市立小・中学校に通う場合、学区は以下の通りとなる。
| 地域       | 小学校               | 中学校               |
| ---------- | -------------------- | -------------------- |
| 千成一丁目 | 佐倉市立佐倉東小学校 | 佐倉市立佐倉東中学校 |
| 千成二丁目 | 佐倉市立佐倉東小学校 | 佐倉市立佐倉東中学校 |
| 千成三丁目 | 佐倉市立佐倉東小学校 | 佐倉市立佐倉東中学校 |

## 施設

### 一丁目
- 千成自治会館
- 首都圏ガス佐倉営業所
- 千成一号公園
- 戸崎公園

### 二丁目
- 千成七号公園
- 千成二号公園

### 三丁目
- 千成幼稚園
- 佐倉東学童保育所
- せんなり村
- 千成五号公園
- 千成六号公園